# Hubo Handbal
Pour les articles homonymes, voir HCE.
Maillots
Actualités
Le Hubo Handbal, anciennement Handbal Klub Tongeren est un club de handball, situé à Tongres dans le Limbourg belge. Le club est réputé comme étant l'un des meilleurs du royaume avec six titres de Champion de Belgique ainsi que six Coupe de Belgique.
Porteuse du matricule 143, la formation est affiliée à la VHV et évolue en BeNe League.

## Histoire

### Création
Le United HC Tongeren fut fondé en 1970, il reçoit le matricule 143 sous le nom de Handbal club Elckerlyc Tongeren, puis en 1974 le club créa une section féminine et en 2006, il fut renommé United HC Tongeren.

### Les hommes
La section homme du Handbal club Elckerlyc Tongeren fondée en 1970, n'a pas tout de suite brillé au niveau national car il aura fallu attendre vingt-cinq ans d'existence pour les voir monter en championnat de Belgique division 1, lors de la saison 1994/1995 alors entraîné par Pierre Chapeaux.
Alors qu'en 1997, celui-ci démissionne de son poste et laisse la place à Thierry Herbillon, ancien entraîneur du HC Herstal-Liège, avec lequel il réussit à remporter le titre de Champion de Belgique.
Avec ce nouvel entraîneur, l'équipe parvient à se qualifier pour la coupe d'Europe, une campagne, plus précisément en Coupe des Villes 1998/1999 où le HCE Tongeren doit affronter le club hongrois du SC Pick Szeged, mais la formation flamande se fait lourdement éliminer 32 à 62 (18-29;14-33).
En 1999, le club vire Thierry Herbillon et prend comme nouveau coach, le serbe Pedrag Dosen avec qui les éburons décrochent leur premier titre de champion de Belgique durant la saison 2002/2003, soit un peu moins de dix ans après l'accession à l'élite.
Deux ans plus tard, le HCE Tongeren conquiert la Coupe de Belgique, puis le club remporte plusieurs titres, sous l'ère Dosen, avec au total deux sacres de champion de Belgique, et deux Coupes de Belgique et donc plusieurs passages en Coupe d'Europe, dont deux en Ligue des Champions.
En 2007, la direction du club remercie Dosen et s'associe avec l’entraîneur Jos Schouterden et là aussi, Tongres revit car avec Schouterden, le club ajoute six nouveaux trophées à son palmarès soit trois Championnats de Belgique (2008-2009, 2009-2010, 2011-2012), et trois Coupes de Belgique (2008, 2009, 2011) avec à la clé plusieurs saisons à connotation européenne.
Mais aussi, plusieurs participations à la BeNe Liga, une compétition dans laquelle les éburons essuient une quatrième place lors de la saison 2007/2008, n'arrivent pas à se qualifier lors de la saison 2008/2009, une nouvelle quatrième place lors de la saison 2009/2010, une troisième place lors de la saison 2010/2011 et de la saison 2011/2012.
En 2012, Jos Schouterden annonce qu'il ne veut plus entraîner l'équipe première. Donc la direction cherche un nouvel entraîneur qui ne sera autre que Pedrag Dosen qui revient à Tongres, alors que Schouterden reste dans la structure du club.
Malgré le retour de Pedrag Dosen qui avait laissé au club de bons souvenirs, Tongres ne fait guère une brillante saison, n'arrivant pas à conserver son titre, finissant troisième. En Coupe de Belgique, le club arrive tout comme la saison précédente en finale, et tout comme la saison précédente, Tongres est défait.
La saison 2013-2014, le serbe, Goran Vukcevic prend les commandes de l'équipe avec laquelle, il réalise le plus beau parcours européen de l'histoire du club puisqu'en Coupe Challenge, le United HC Tongeren réussit, après avoir éliminé les luxembourgeois du HB Dudelange lors du troisième tour, puis les chypriote du SPE Strovolos Nicosie lors des huitièmes de finale, à se hisser en quarts de finale où les éburons rencontrent les Polonais du KS Azoty-Puławy mais face à cette formation, les Limbourgeois se font éliminer 57 à 45 (31-22;26-23).
Alors qu'en BeNeLux Liga, le United HC Tongeren réalise une très mauvaise saison terminant cinquième du groupe B.
En mars la Fédération luxembourgeoise de handball (FLH) annonce le retrait de ses clubs en Benelux liga. Cette décision fait suite au comportement des dirigeants néerlandais qui a exaspéré les clubs luxembourgeois. Le manque de confiance entre les différentes fédérations a ainsi mis un terme au projet de la Ligue du Benelux.
C'est alors non pas une BeNeLux League mais une BeNe League qui aura lieu.
Dans cette nouvelle compétition, le United HC Tongeren parvient à se qualifier pour le Final Four en réalisant une superbe saison terminant premier avec 21 points.
Le 7 février 2015, au Sporthal Alverberg de Hasselt, lieu du Final Four, Tongres se retrouve opposé au quatrième, le Targos Bevo HC. La rencontre très disputée se conclut sur le score de 32 à 33 ; Tongres se fait défaire et joue donc le match pour la troisième place qu'il remporte 22 à 24 au détriment du Initia HC Hasselt.

### Les dames
En 1974, la section féminine fut créée et F. Mulleners entreprend la formation des joueuses, mais puisqu'il n'y avait pas encore d'équipe féminine dans la Province du Limbourg, car c'était en effet le tout début du handball féminin en Belgique, les dames du Handbal club Elckerlyc Tongeren débutent donc, leur premier championnat en Province de Liège, plus précisément en Promotion Liège (championnat n'existant plus actuellement).
Un championnat qui fut sans conteste bénéfique pour les dames, puisqu'il n'aura pas fallu attendre deux saisons pour les voir décrocher leur premier titre (1974-1975), ainsi que le deuxième (1975-1976), le troisième (1976-1977) et enfin leur quatrième mais les dames n'ont pas pu monter puisqu'il n'existait aucune division supérieure, ni régionale, ni nationale.
Mais pour la saison 1978-1979, les dames intègrent enfin une compétition flamande, où elles sortirent de la compétition lors de la saison 1979-1980 et elles purent donc, intégrer le plus haut niveau de la hiérarchie belge, la Division 1.
L'aventure du HCE Tongeren en D1 nationale commence donc au début des années 1980.
Les années 1980 furent une très belle décennie pour les dames du Handbal club Elckerlyc Tongeren au niveau des performances, où elles montent en Division 1 durant la saison 1979-1980. Puis deux saisons plus tard, lors de la saison 1981-1982, c'est le titre, le premier sacre que remportèrent les dames. Plus tard, une autre compétition va être remportée par les dames du Handbal club Elckerlyc Tongeren, la coupe de Belgique gagnée deux années de suite, en 1984 et 1985. Et enfin le club remporta son dernier sacre féminin durant la saison 1985-1986.
L'équipe resta jusqu'en 1991 en Division 1 et fut donc reléguée en Division 2. Cette relégation fut synonyme de perte de nombreuses joueuses de talent et l'équipe féminine dégringola de division en division. C'est ainsi que la section féminine du United HC Tongeren se trouve aujourd'hui en Promotion Limbourg.

## Logo

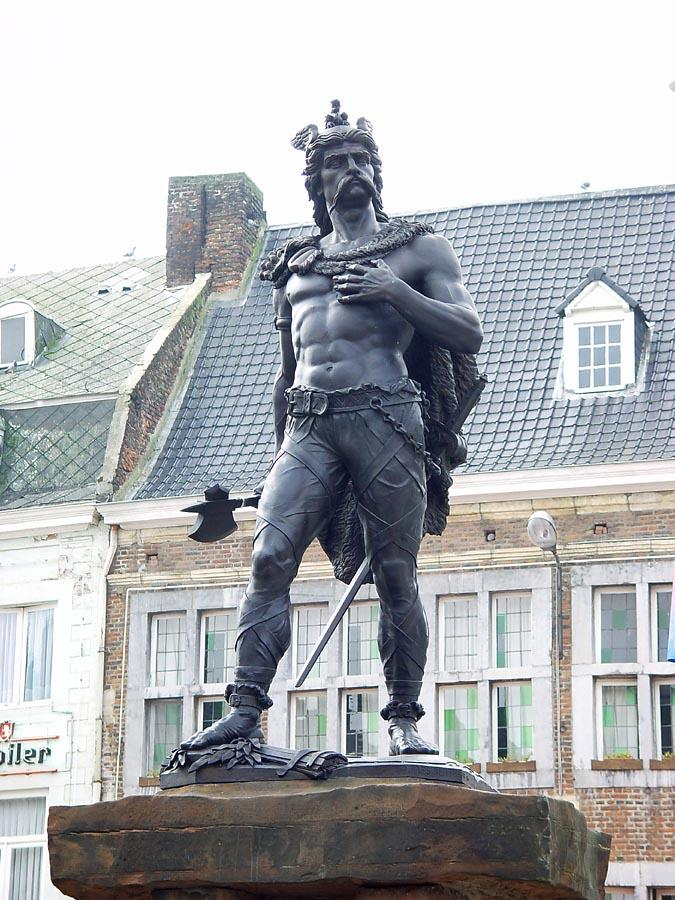
Logo

Sur le logo du United HC Tongeren se trouve le visage d'Ambiorix, Ambiorix un chef des Éburons, un peuple gaulois du nord de la Gaule qui est le symbole de la ville de Tongres.

Logo du United HC Tongeren
Logo du Callant Tongeren

## Parcours
| Saison    | Division 1 | Coupe de Belgique | Benelux liga   | Europe                   |
| --------- | ---------- | ----------------- | -------------- | ------------------------ |
| 2000-2001 | ?          | ?                 | /              | CWC:3e tour              |
| 2001-2002 | ?          | ?                 | /              | -                        |
| 2002-2003 | 1          | ?                 | /              | -                        |
| 2003-2004 | ?          | V                 | /              | CL:1er tour; EHF:2e tour |
| 2004-2005 | 1          | V                 | /              | CWC:2e tour              |
| 2005-2006 | 5          | ?                 | /              | CL:1er tour; EHF:3e tour |
| 2006-2007 | 4          | ?                 | /              | CL:3e tour               |
| 2007-2008 | 2          | V                 | 3              | EHF:1er tour             |
| 2008-2009 | 1          | V                 | ?              | CWC:1er tour             |
| 2009-2010 | 1          | ?                 | 4              | CWC:3e tour              |
| 2010-2011 | 2          | V                 | 3              | EHF:2e tour              |
| 2011-2012 | 1          | Finale            | 3              | CC:3e tour               |
| 2012-2013 | 2          | Finale            | 3e du Groupe B | EHF:1er tour             |
| 2013-2014 | 3          | 1/8               |                | CL:                      |
| 2014-2015 | 1          | Finale            |                |                          |
| 2015-2016 | 3          | V                 |                |                          |
| 2016-2017 | 2          | V                 |                |                          |
| 2017-2018 | 6          | 1/2               |                |                          |
| 2018-2019 | 4          | 1/2               |                |                          |
| 2019-2020 | Annulé     | Annulé            |                |                          |
| 2020-2021 | Annulé     |                   |                |                          |
| 2021-2022 | -          |                   |                |                          |
| 2022-2023 |            |                   |                |                          |

1. ↑  CL=EHF champions LeagueEHF=EHF Cup; CWC=Coupe d'Europe des vainqueurs de coupe; CC=EHF Challenge Cup

## Palmarès

### Palmarès masculin
Le tableau suivant récapitule les performances de la section masculine du United Handbal Club Tongeren dans les diverses compétitions belges et européennes.
| Compétitions internationales     | Compétitions nationales |
| - Benelux liga - 3e : 2011, 2012 | - Championnat de Belgique (6) - Champion : 2003, 2005, 2009, 2010, 2012, 2015 - Coupe de Belgique (6) - Vainqueur : 2004, 2005, 2008, 2009, 2011, 2016 |

### Palmarès féminin
Le tableau suivant récapitule les performances de la section féminine du United Handbal Club Tongeren dans les diverses compétitions belges et européennes.
| Compétitions nationales |
| - Championnat de Belgique (2) - Champion : 1982, 1986 - Vice-champion : 2025 - Coupe de Belgique (3) - Vainqueur : 1984, 1985, 2022 - Finaliste : 2024 |

## Trophées individuels
| Handballeur de l'année     |
| - 2004-2005 Patrick Buzaud |

| Meilleur buteur de l'année     |
| - 2002-2003 Christophe Bourlet |

## Personnalité liée au club

### Entraineurs
- Konrad Strang -1991-[7]
- Pierre Chapaux ?-1997
- Thierry Herbillon 1997-1999
- Pedrag Dosen 1999-2007
- Jos Schouterden 2007-2012
- Pedrag Dosen 2012-2013
- Goran Vukcevic 2013-2015
- Jos Schouterden 2015-2016
- Maurice Canton 2016-2017
- Vladimir Tomanovic 2017-

## Effectif

### Effectif actuel
| N° | P   | Nom               | Date de naissance         | Taille | Sélection | Au club depuis | Ancien club    |
| -- | --- | ----------------- | ------------------------- | ------ | --------- | -------------- | -------------- |
| 21 | GB  | Arthur Vanhove    | 8 décembre 2001 (21 ans)  | 1,96 m | Belgique  | 2019           | Formé au club  |
| 91 | GB  | Kevin Siraut      | 14 décembre 1991 (31 ans) | 1,97 m | Belgique  | 2021           | HC Visé        |
| 5  | ALG | Rob Heeren        | 29 mai 2002 (20 ans)      | 1,80 m | Belgique  | 2022           | Initia Hasselt |
| 18 | ALG | Hugo Rodado       | 12 décembre 2000 (22 ans) | -      | -         | 2019           | Formé au club  |
| 77 | ALG | Jona Boiten       | 31 août 2000 (22 ans)     | 1,86 m | -         | 2022           | Initia Hasselt |
| 2  | ALD | Thomas Di Giacomo | 5 décembre 2002 (20 ans)  | -      | -         | 2020           | Formé au club  |
| 23 | DC  | Louis Marchal     | 13 avril 1998 (24 ans)    | 1,84 m | Belgique  | 2020           | HC Visé        |
| 33 | DC  | Samuel Degbey     | 14 décembre 2000 (22 ans) | -      | -         | 2022           | Initia Hasselt |
| 34 | DC  | Arber Qerimi      | 22 décembre 1990 (32 ans) | 1,80 m | Belgique  | 2019           | HC Berchem     |
| 6  | ARG | Nuno Cavalhais    | 23 août 1994 (28 ans)     | 1,98 m | -         | 2022           | HC Visé        |
| 19 | ARG | Yme Bertels       | 30 avril 1996 (26 ans)    | 1,90 m | -         | 2022           | Initia Hasselt |
| 47 | ARD | Colin Glesner     | 28 juin 1994 (28 ans)     | 1,85 m | Belgique  | 2011           | HC Herstal     |
| 72 | ARD | Warre Baart       | 23 juillet 2002 (20 ans)  | -      | -         | 2022           | Initia Hasselt |
| 7  | PVT | Julien Devisch    | 2 septembre 1992 (30 ans) | 1,85 m | Belgique  | 2013           | Formé au club  |
| 26 | PVT | Glenn Gevers      | 11 juillet 1996 (26 ans)  | 1,85 m | -         | 2022           | Initia Hasselt |
| 32 | PVT | Nathan Bolaers    | 23 avril 1991 (31 ans)    | 1,86 m | Belgique  | 2019           | Limoges HB     |

## Compétitions européennes
Le United HC Tongeren fut confronté à d'importantes équipes en Europe tels que les suédois du HK Drott Halmstad, les autrichiens du Alpla HC Hard, le club espagnol du CD Bidasoa, les norvégiens du Elverum Handball ou encore le club serbe du RK Vojvodina Novi Sad.

### Adversaires européens

#### Hommes
- Alpla HC Hard
- SPE Strovolos Nicosie
- RK Bjelovar
- RK Zamet Rijeka
- CD Bidasoa
- Teknoelektronica Teramo
- ASK-AB.LV Riga
- HC Granitas Kaunas
- HB Dudelange
- HC Sutjeska - Niksic
- Elverum Handball
- HV KRAS/Volendam
- KS Azoty-Puławy
- RK Vojvodina Novi Sad
- MSK Povazská Bystrica
- HK Drott Halmstad
- BSV Berne

#### Dames
- Valur Reykjavik
- Sverresborg IF